# Аналого-цифровой преобразователь

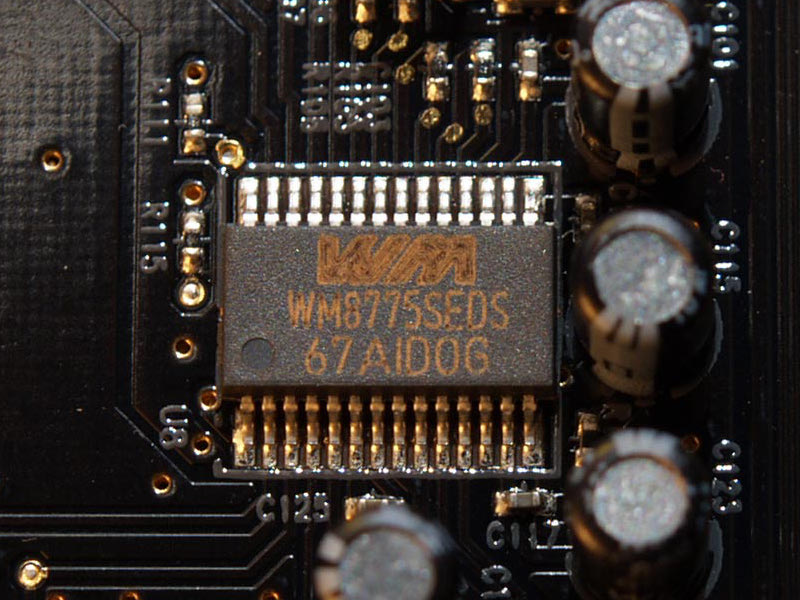
Четырёхканальный аналого-цифровой преобразователь

Аналого-цифровой преобразователь (АЦП, англ. Analog-to-digital converter, ADC) — устройство, преобразующее входной аналоговый сигнал в дискретный код (цифровой сигнал).
Обратное преобразование осуществляется при помощи цифро-аналогового преобразователя (ЦАП, DAC).
Как правило, АЦП — электронное устройство, преобразующее напряжение в двоичный цифровой код. Тем не менее, некоторые не электронные устройства с цифровым выходом следует также относить к АЦП, например, некоторые типы преобразователей угол-код. Простейшим одноразрядным двоичным АЦП является компаратор.

## Разрешение
Разрешение АЦП — минимальное изменение величины аналогового сигнала, которое может быть преобразовано данным АЦП — связано с его разрядностью. В случае единичного измерения без учёта шумов разрешение напрямую определяется разрядностью АЦП.
Разрядность АЦП характеризует количество дискретных значений, которые преобразователь может выдать на выходе. В двоичных АЦП измеряется в битах, в троичных АЦП измеряется в тритах. Например, двоичный 8-разрядный АЦП способен выдать 256 дискретных значений (0…255), поскольку {\displaystyle 2^{8}=256}, троичный 8-разрядный АЦП способен выдать 6561 дискретное значение, поскольку {\displaystyle 3^{8}=6561}.
Разрешение по напряжению равно разности напряжений, соответствующих максимальному и минимальному выходному коду, делённой на количество выходных дискретных значений. Например:
- Пример 1
  - Диапазон входных значений = от 0 до 10 вольт
  - Разрядность двоичного АЦП 12 бит: 212 = 4096 уровней квантования
  - Разрешение двоичного АЦП по напряжению: (10-0)/4096 = 0,00244 вольта = 2,44 мВ
  - Разрядность троичного АЦП 12 трит: 312 = 531 441 уровень квантования
  - Разрешение троичного АЦП по напряжению: (10-0)/531441 = 0,0188 мВ = 18,8 мкВ
- Пример 2
  - Диапазон входных значений = от −10 до +10 вольт
  - Разрядность двоичного АЦП 14 бит: 214 = 16384 уровня квантования
  - Разрешение двоичного АЦП по напряжению: (10-(-10))/16384 = 20/16384 = 0,00122 вольта = 1,22 мВ
  - Разрядность троичного АЦП 14 трит: 314 = 4 782 969 уровней квантования
  - Разрешение троичного АЦП по напряжению: (10-(-10))/4782969 = 0,00418 мВ = 4,18 мкВ

На практике разрешение АЦП ограничено отношением сигнал/шум входного сигнала. При большой интенсивности шумов на входе АЦП различение соседних уровней входного сигнала становится невозможным, то есть ухудшается разрешение. При этом реально достижимое разрешение описывается эффективной разрядностью (англ. effective number of bits, ENOB), которая меньше, чем реальная разрядность АЦП. При преобразовании сильно зашумлённого сигнала младшие разряды выходного кода практически бесполезны, так как содержат шум. Для достижения заявленной разрядности отношение сигнал/шум входного сигнала должно быть примерно 6 дБ на каждый бит разрядности (6 дБ соответствует двукратному изменению уровня сигнала).

## Типы преобразования
По способу применяемых алгоритмов АЦП делят на:
- Последовательные прямого преобразования
- Последовательного приближения
- Последовательные с сигма-дельта-модуляцией
- Параллельные одноступенчатые
- Параллельные двух- и более ступенчатые (конвейерные)

АЦП первых двух типов подразумевают обязательное применение в своем составе устройства выборки и хранения (УВХ). Это устройство служит для запоминания аналогового значения сигнала на время, необходимое для выполнения преобразования. Без него результат преобразования АЦП последовательного типа будет недостоверным. Выпускаются интегральные АЦП последовательного приближения, как содержащие в своем составе УВХ, так и требующие внешнее УВХ.

### Линейные АЦП
Большинство АЦП считается линейным, хотя аналого-цифровое преобразование, по сути, является нелинейным процессом (поскольку операция преобразования непрерывного пространства в дискретное — операция нелинейная).
Термин линейный применительно к АЦП означает, что диапазон входных значений, отображаемый на выходное цифровое значение, связан по линейному закону с этим выходным значением, то есть выходное значение k достигается при диапазоне входных значений от
m(k + b)
до
m(k + 1 + b),
где m и b — некоторые константы. Константа b, как правило, имеет значение 0 или −0,5. Если b = 0, АЦП называют квантователь с ненулевой ступенью (mid-rise), если же b = −0,5, то АЦП называют квантователь с нулём в центре шага квантования (mid-tread).

### Нелинейные АЦП
Если бы плотность вероятности амплитуды входного сигнала имела равномерное распределение, то отношение сигнал/шум (применительно к шуму квантования) было бы максимально возможным. По этой причине обычно перед квантованием по амплитуде сигнал пропускают через безынерционный преобразователь, передаточная функция которого повторяет функцию распределения самого сигнала. Это улучшает достоверность передачи сигнала, так как наиболее важные области амплитуды сигнала квантуются с лучшим разрешением. Соответственно, при цифро-аналоговом преобразовании потребуется обработать сигнал функцией, обратной функции распределения исходного сигнала.
Это тот же принцип, что и используемый в компандерах, применяемых в магнитофонах и различных коммуникационных системах, он направлен на максимизацию энтропии. (Не путать компандер с компрессором!)
Например, голосовой сигнал имеет лапласово распределение амплитуды. Это означает, что окрестность нуля по амплитуде несёт больше информации, чем области с большей амплитудой. По этой причине логарифмические АЦП часто применяются в системах передачи голоса для увеличения динамического диапазона передаваемых значений без изменения качества передачи сигнала в области малых амплитуд.
8-битные логарифмические АЦП с a-законом или μ-законом обеспечивают широкий динамический диапазон и имеют высокое разрешение в наиболее критичном диапазоне малых амплитуд; линейный АЦП с подобным качеством передачи должен был бы иметь разрядность около 12 бит.

## Характеристики
Передаточная характеристика АЦП — зависимость числового эквивалента выходного двоичного кода от величины входного аналогового сигнала. Говорят о линейных и нелинейных АЦП. Такое деление условное. Обе передаточные характеристики — ступенчатые. Но для «линейных» АЦП всегда возможно провести такую прямую линию, чтобы все точки передаточной характеристики, соответствующие входным значениям {\displaystyle \delta \cdot 2^{k}} (где {\displaystyle \delta } — шаг дискретизации, k лежит в диапазоне 0..N, где N — разрядность АЦП), были от неё равноудалены.

## Точность
Имеется несколько источников погрешности АЦП. Ошибки квантования и (считая, что АЦП должен быть линейным) нелинейности присущи любому аналого-цифровому преобразованию. Кроме того, существуют так называемые апертурные ошибки, которые являются следствием джиттера (англ. jitter) тактового генератора, они проявляются при преобразовании сигнала в целом (а не одного отсчёта).
Эти ошибки измеряются в единицах, называемых МЗР — младший значащий разряд. В приведённом выше примере 8-битного двоичного АЦП ошибка в 1 МЗР составляет 1/256 от полного диапазона сигнала, то есть 0,4 %, в 5-тритном троичном АЦП ошибка в 1 МЗР составляет 1/243 от полного диапазона сигнала, то есть 0,412 %, в 8-тритном троичном АЦП ошибка в 1 МЗР составляет 1/6561, то есть 0,015 %.

### Ошибки квантования
Ошибки квантования являются следствием ограниченного разрешения АЦП. Этот недостаток не может быть устранён ни при каком типе аналого-цифрового преобразования. Абсолютная величина ошибки квантования при каждом отсчёте находится в пределах от нуля до половины МЗР.
Как правило, амплитуда входного сигнала много больше, чем МЗР. В этом случае ошибка квантования не коррелирована с сигналом и имеет равномерное распределение. Её среднеквадратическое значение совпадает с среднеквадратичным отклонением распределения, которое равно {\displaystyle {1 \over {\sqrt {12}}}\mathrm {LSB} \approx 0.289\ \mathrm {LSB} }. В случае 8-битного АЦП это составит 0,113 % от полного диапазона сигнала.

### Нелинейность
Всем АЦП присущи ошибки, связанные с нелинейностью, которые являются следствием физического несовершенства АЦП. Это приводит к тому, что передаточная характеристика (в указанном выше смысле) отличается от линейной (точнее от желаемой функции, так как она не обязательно линейна). Ошибки могут быть уменьшены путём калибровки.
Важным параметром, описывающим нелинейность, является интегральная нелинейность (INL) и дифференциальная нелинейность (DNL).

### Апертурная погрешность (джиттер)
Пусть мы оцифровываем синусоидальный сигнал {\displaystyle x(t)=A\sin 2\pi f_{0}t}. В идеальном случае отсчёты берутся через равные промежутки времени. Однако в реальности время момента взятия отсчёта подвержено флуктуациям из-за дрожания фронта синхросигнала (clock jitter). Полагая, что неопределённость момента времени взятия отсчёта порядка {\displaystyle \Delta t}, получаем, что ошибка, обусловленная этим явлением, может быть оценена как
{\displaystyle E_{ap}\leq |x'(t)\Delta t|\leq 2A\pi f_{0}\Delta t}.
Ошибка относительно невелика на низких частотах, однако на больших частотах она может существенно возрасти.
Эффект апертурной погрешности может быть проигнорирован, если её величина сравнительно невелика по сравнению с ошибкой квантования. Таким образом, можно установить следующие требования к дрожанию фронта сигнала синхронизации:
{\displaystyle \Delta t<{\frac {1}{2^{q}\pi f_{0}}}},
где {\displaystyle q} — разрядность АЦП.
| Разрядность АЦП | Максимальная частота входного сигнала | Максимальная частота входного сигнала | Максимальная частота входного сигнала | Максимальная частота входного сигнала | Максимальная частота входного сигнала |
| Разрядность АЦП | 44,1 кГц                              | 192 кГц                               | 1 МГц                                 | 10 МГц                                | 100 МГц                               |
| --------------- | ------------------------------------- | ------------------------------------- | ------------------------------------- | ------------------------------------- | ------------------------------------- |
| 8               | 28,2 нс                               | 6,48 нс                               | 1,24 нс                               | 124 пс                                | 12,4 пс                               |
| 10              | 7,05 нс                               | 1,62 нс                               | 311 пс                                | 31,1 пс                               | 3,11 пс                               |
| 12              | 1,76 нс                               | 405 пс                                | 77,7 пс                               | 7,77 пс                               | 777 фс                                |
| 14              | 441 пс                                | 101 пс                                | 19,4 пс                               | 1,94 пс                               | 194 фс                                |
| 16              | 110 пс                                | 25,3 пс                               | 4,86 пс                               | 486 фс                                | 48,6 фс                               |
| 18              | 27,5 пс                               | 6,32 пс                               | 1,21 пс                               | 121 фс                                | 12,1 фс                               |
| 24              | 430 фс                                | 98,8 фс                               | 19,0 фс                               | 1,9 фс                                | 190 ас                                |

Из этой таблицы можно сделать вывод о целесообразности применения АЦП определённой разрядности с учётом ограничений, накладываемых дрожанием фронта синхронизации (clock jitter). Например, бессмысленно использовать прецизионный 24-битный АЦП для записи звука, если система распределения синхросигнала не в состоянии обеспечить ультрамалой неопределённости.
Вообще качество тактового сигнала чрезвычайно важно не только по этой причине. Например, из описания микросхемы AD9218 (Analog Devices):

Any high speed ADC is extremely sensitive to the quality of the sampling clock provided by the user. A track-and-hold circuit is essentially a mixer. Any noise, distortion, or timing jitter on the clock is combined with the desired signal at the analog-to-digital output.

То есть любой высокоскоростной АЦП крайне чувствителен к качеству оцифровывающей тактовой частоты, подаваемой пользователем. Схема выборки и хранения, по сути, является смесителем (перемножителем). Любой шум, искажения, или дрожание фазы тактовой частоты смешиваются с полезным сигналом и поступают на цифровой выход.

## Частота дискретизации
Аналоговый сигнал является непрерывной функцией времени, в АЦП он преобразуется в последовательность цифровых значений. Следовательно, необходимо определить частоту выборки цифровых значений из аналогового сигнала. Частота, с которой производятся цифровые значения, получила название частота дискретизации АЦП.
Непрерывно меняющийся сигнал с ограниченной спектральной полосой подвергается оцифровке (то есть значения сигнала измеряются через интервал времени T — период дискретизации), и исходный сигнал может быть точно восстановлен из дискретных во времени значений путём интерполяции. Точность восстановления ограничена ошибкой квантования. Однако в соответствии с теоремой Котельникова — Шеннона точное восстановление амплитуды возможно, только если частота дискретизации выше, чем удвоенная максимальная частота в спектре сигнала.
Поскольку реальные АЦП не могут произвести аналого-цифровое преобразование мгновенно, входное аналоговое значение должно удерживаться постоянным, по крайней мере, от начала до конца процесса преобразования (этот интервал времени называют время преобразования). Эта задача решается путём использования специальной схемы на входе АЦП — устройства выборки-хранения (УВХ). УВХ, как правило, хранит входное напряжение на конденсаторе, который соединён со входом через аналоговый ключ: при замыкании ключа происходит выборка входного сигнала (конденсатор заряжается до входного напряжения), при размыкании — хранение. Многие АЦП, выполненные в виде интегральных микросхем, содержат встроенное УВХ.

## Наложение спектров (алиасинг)
Все АЦП работают путём выборки входных значений через фиксированные интервалы времени. Следовательно, выходные значения являются неполной картиной того, что подаётся на вход. Глядя на выходные значения, нет никакой возможности установить, как вёл себя входной сигнал между выборками. Если известно, что входной сигнал меняется достаточно медленно относительно частоты дискретизации, то можно предположить, что промежуточные значения между выборками находятся где-то между значениями этих выборок. Если же входной сигнал меняется быстро, то никаких предположений о промежуточных значениях входного сигнала сделать нельзя, а следовательно, невозможно однозначно восстановить форму исходного сигнала.
Если последовательность цифровых значений, выдаваемая АЦП, где-либо преобразуется обратно в аналоговую форму цифро-аналоговым преобразователем, желательно, чтобы полученный аналоговый сигнал был максимально точной копией исходного сигнала. Если входной сигнал меняется быстрее, чем делаются его отсчёты, то точное восстановление сигнала невозможно, и на выходе ЦАП будет присутствовать ложный сигнал. Ложные частотные компоненты сигнала (отсутствующие в спектре исходного сигнала) получили название alias (ложная частота, побочная низкочастотная составляющая). Частота ложных компонент зависит от разницы между частотой сигнала и частотой дискретизации. Например, синусоидальный сигнал с частотой 2 кГц, дискретизованный с частотой 1.5 кГц, был бы воспроизведён как синусоида с частотой 500 Гц. Эта проблема получила название наложение частот (aliasing).
Для предотвращения наложения спектров сигнал, подаваемый на вход АЦП, должен быть пропущен через фильтр нижних частот для подавления спектральных компонент, частота которых превышает половину частоты дискретизации. Этот фильтр получил название anti-aliasing (антиалиасинговый) фильтр, его применение чрезвычайно важно при построении реальных АЦП.
Вообще, применение аналогового входного фильтра интересно не только по этой причине. Казалось бы, цифровой фильтр, который обычно применяется после оцифровки, имеет несравненно лучшие параметры. Но, если в сигнале присутствуют компоненты, значительно более мощные, чем полезный сигнал, и достаточно далеко отстоящие от него по частоте, чтобы быть эффективно подавленными аналоговым фильтром, такое решение позволяет сохранить динамический диапазон АЦП: если помеха на 10 дБ сильнее сигнала, на неё впустую будет тратиться, в среднем, три бита разрядности.
Хотя наложение спектров в большинстве случаев является нежелательным эффектом, его можно использовать во благо. Например, благодаря этому эффекту можно обойтись без преобразования частоты вниз при оцифровке узкополосного высокочастотного сигнала (смотрите смеситель). Для этого, однако, входные аналоговые каскады АЦП должны иметь значительно более высокие параметры, чем это требуется для стандартного использования АЦП на основной (видео или низшей) гармонике. Также для этого необходимо обеспечить эффективную фильтрацию внеполосных частот до АЦП, так как после оцифровки нет никакой возможности идентифицировать и/или отфильтровать большинство из них.

## Подмешивание псевдослучайного сигнала (dither)
Некоторые характеристики АЦП могут быть улучшены путём использования методики подмешивания псевдослучайного сигнала (англ. dither). Она заключается в добавлении к входному аналоговому сигналу случайного шума (белый шум) небольшой амплитуды. Амплитуда шума, как правило, выбирается на уровне половины МЗР. Эффект от такого добавления заключается в том, что состояние МЗР случайным образом переходит между состояниями 0 и 1 при очень малом входном сигнале (без добавления шума МЗР был бы в состоянии 0 или 1 долговременно). Для сигнала с подмешанным шумом вместо простого округления сигнала до ближайшего разряда происходит случайное округление вверх или вниз, причём среднее время, в течение которого сигнал округлён к тому или иному уровню, зависит от того, насколько сигнал близок к этому уровню. Таким образом, оцифрованный сигнал содержит информацию об амплитуде сигнала с разрешающей способностью лучше, чем МЗР, то есть происходит увеличение эффективной разрядности АЦП. Негативной стороной методики является увеличение шума в выходном сигнале. Фактически ошибка квантования размазывается по нескольким соседним отсчётам. Такой подход является более желательным, чем простое округление до ближайшего дискретного уровня. В результате использования методики подмешивания псевдослучайного сигнала мы имеем более точное воспроизведение сигнала во времени. Малые изменения сигнала могут быть восстановлены из псевдослучайных скачков МЗР путём фильтрации. Кроме того, если шум детерминирован (амплитуда добавляемого шума точно известна в любой момент времени), то его можно вычесть из оцифрованного сигнала, предварительно увеличив его разрядность, тем самым почти полностью избавиться от добавленного шума.
Звуковые сигналы очень малых амплитуд, оцифрованные без псевдослучайного сигнала, воспринимаются на слух очень искажёнными и неприятными. При подмешивании псевдослучайного сигнала истинный уровень сигнала представлен средним значением нескольких последовательных отсчётов.
Однако с 2009 года, в связи с удешевлением 24-битных АЦП, имеющих даже без dither’а динамический диапазон более 120 дБ, что на несколько порядков превышает полный воспринимаемый человеком диапазон слуха, данная технология потеряла актуальность в звукотехнике. При этом она используется в ВЧ- и СВЧ-технике, где битность АЦП обычно мала из-за высокой частоты дискретизации.
Похожий процесс, также называемый dither или диффузия ошибок, применяется для представления полутонов изображений в компьютерной графике при малом количестве бит на пиксел. При этом изображение становится зашумлённым, но визуально воспринимается реалистичнее, чем то же изображение, полученное простым квантованием.

## Передискретизация
Как правило, сигналы оцифровываются с минимально необходимой частотой дискретизации из соображений экономии, при этом шум квантования является белым, то есть его спектральная плотность мощности равномерно распределена во всей полосе. Если же оцифровать сигнал с частотой дискретизации, гораздо большей, чем по теореме Котельникова — Шеннона, а затем подвергнуть цифровой фильтрации для подавления спектра вне частотной полосы исходного сигнала, то отношение сигнал/шум будет лучше, чем при использовании всей полосы. Таким образом можно достичь эффективного разрешения большего, чем разрядность АЦП.
Передискретизация также может быть использована для смягчения требований к крутизне перехода от полосы пропускания к полосе подавления антиалиасингового фильтра. Для этого сигнал оцифровывают, например, на вдвое большей частоте, затем производят цифровую фильтрацию, подавляя частотные компоненты вне полосы исходного сигнала, и, наконец, понижают частоту дискретизации путём децимации.

## Типы АЦП
Ниже перечислены основные способы построения электронных АЦП:

### АЦП прямого преобразования
- Параллельные АЦП прямого преобразования (Direct-conversion (Flash) ADC), полностью параллельные АЦП, содержат по одному компаратору на каждый дискретный уровень входного сигнала. В любой момент времени только компараторы, соответствующие уровням ниже уровня входного сигнала, выдают на своём выходе сигнал превышения. Сигналы со всех компараторов поступают либо прямо в параллельный регистр, тогда обработка кода осуществляется программно, либо на аппаратный логический шифратор, аппаратно генерирующий нужный цифровой код в зависимости от кода на входе шифратора. Данные с шифратора фиксируются в параллельном регистре. Частота дискретизации параллельных АЦП, в общем случае, зависит от аппаратных характеристик аналоговых и логических элементов, а также от требуемой частоты выборки значений. Параллельные АЦП прямого преобразования — самые быстрые, но обычно имеют разрешение от 8 бит, как цифровые осциллографы, так как влекут за собой большие аппаратные затраты ({\displaystyle 2^{n}-1=2^{8}-1=255} компараторов). АЦП этого типа имеют очень большой размер кристалла микросхемы, высокую входную ёмкость, и могут выдавать кратковременные ошибки на выходе. Часто используются для видео или других высокочастотных сигналов, а также широко применяются в промышленности для отслеживания быстро изменяющихся процессов в реальном времени. Профессиональные модели могут иметь разрешение до 14 бит и выше[5].
- Параллельно-последовательные АЦП прямого преобразования (Subranging Direct-conversion (Flash) ADC)[6] частично последовательные АЦП. Были предложены R. Staffin и R. Lohman R. в 1956 году (Staffin and R. Lohman, «Signal Amplitude Quantizer», U.S. Patent 2,869,079, Filed December 19, 1956, Issued January 13, 1959)[7]. Немного уменьшая быстродействие позволяют значительно уменьшить количество ОУ до {\displaystyle k\cdot (2^{n/k}-1)+k-1}, где n — число битов выходного кода, а k — число параллельных АЦП прямого преобразования. При 8 битах и 2 АЦП потребуется 31 ОУ. Используют два (k=2) или более шагов-поддиапазонов. При k=2 преобразователь называется Half-Flash (Subranging) ADC. Второй, третий и т. д. АЦП служат для уменьшения ошибки квантования первого АЦП путём оцифровки этой ошибки. На первом шаге производится грубое преобразование (с низким разрешением). Далее определяется разница между входным сигналом и аналоговым сигналом, соответствующим результату грубого преобразования (со вспомогательного ЦАП, на который подаётся грубый код). На втором шаге найденная разница умножается на {\displaystyle 2^{n/k}} и подвергается следующему преобразованию. Полученный код объединяется с грубым кодом для получения полного выходного цифрового значения. АЦП этого типа медленнее параллельных АЦП прямого преобразования, имеют высокое разрешение и небольшой размер корпуса. Для увеличения скорости выходного оцифрованного потока данных в параллельно-последовательных АЦП прямого преобразования применяется конвейерная работа параллельных АЦП.
- Конвейерная работа АЦП (Pipelined Subranging Direct-conversion (Flash) ADC)[8], применяется в параллельно-последовательных АЦП прямого преобразования, в отличие от обычного режима работы параллельно-последовательных АЦП прямого преобразования, в котором данные передаются после полного преобразования, при конвейерной работе данные частичных преобразований передаются по мере готовности до окончания полного преобразования. В 1966 году Kinniment и др. предложили архитектуру параллельно-последовательного АЦП прямого преобразования с рециркуляцией (Recirculating ADC Architecture)[9]. В этой архитектуре используется один поддиапазонный параллельный АЦП прямого преобразования.
- Последовательные АЦП прямого преобразования (Subranging Direct-conversion (Flash) ADC), полностью последовательные АЦП (k=n), медленнее параллельных АЦП прямого преобразования и немного медленнее параллельно-последовательных АЦП прямого преобразования, но ещё больше (до {\displaystyle n\cdot (2^{n/n}-1)+n-1=n\cdot (2^{1}-1)+n-1=2n-1}, где n — число битов выходного кода, а k — число параллельных АЦП прямого преобразования) уменьшают количество ОУ (при 8 битах потребуется 15 ОУ: 8 компараторов на ОУ и 7 вычитателей-умножителей на 2 на ОУ)[10]. Троичные АЦП этого вида приблизительно в 1,5 раза быстрее соизмеримых по числу уровней и аппаратных затрат двоичных АЦП этого же вида[11].

### АЦП последовательного приближения
- АЦП последовательного приближения или АЦП с поразрядным уравновешиванием содержит компаратор, вспомогательный ЦАП и регистр последовательного приближения. АЦП преобразует аналоговый сигнал в цифровой за N шагов, где N — разрядность АЦП. На каждом шаге определяется по одному биту искомого цифрового значения, начиная от СЗР (Старшего Значащего Разряда) и заканчивая МЗР (Младшим Значащим Разрядом). Последовательность действий по определению очередного бита заключается в следующем. На вспомогательном ЦАП выставляется аналоговое значение, образованное из битов, уже определённых на предыдущих шагах; бит, который должен быть определён на этом шаге, выставляется в 1, более младшие биты установлены в 0. Полученное на вспомогательном ЦАП значение сравнивается с входным аналоговым значением. Если значение входного сигнала больше значения на вспомогательном ЦАП, то определяемый бит получает значение 1, в противном случае 0. Таким образом, определение итогового цифрового значения напоминает двоичный поиск. АЦП этого типа обладают одновременно высокой скоростью и хорошим разрешением. Однако при отсутствии устройства выборки хранения погрешность будет значительно больше (представьте, что после оцифровки самого большого разряда сигнал начал меняться).

### АЦП дифференциального кодирования
- АЦП дифференциального кодирования (англ. delta-encoded ADC) содержат реверсивный счётчик, код с которого поступает на вспомогательный ЦАП. Входной сигнал и сигнал со вспомогательного ЦАП сравниваются на компараторе. Благодаря отрицательной обратной связи с компаратора на счётчик код на счётчике постоянно меняется так, чтобы сигнал со вспомогательного ЦАП как можно меньше отличался от входного сигнала. По прошествии некоторого времени разница сигналов становится меньше, чем МЗР, при этом код счётчика считывается как выходной цифровой сигнал АЦП. АЦП этого типа имеют очень большой диапазон входного сигнала и высокое разрешение, но время преобразования зависит от входного сигнала, хотя и ограничено сверху. В худшем случае время преобразования равно Tmax=(2q)/fс, где q — разрядность АЦП, fс — частота тактового генератора счётчика. АЦП дифференциального кодирования обычно являются хорошим выбором для оцифровки сигналов реального мира, так как большинство сигналов в физических системах не склонны к скачкообразным изменениям. В некоторых АЦП применяется комбинированный подход: дифференциальное кодирование и последовательное приближение; это особенно хорошо работает в случаях, когда известно, что высокочастотные компоненты в сигнале относительно невелики.

### АЦП сравнения с пилообразным сигналом
- АЦП сравнения с пилообразным сигналом (некоторые АЦП этого типа называют Интегрирующие АЦП, также к ним относятся АЦП последовательного счета) содержат генератор пилообразного напряжения (в АЦП последовательного счета генератор ступенчатого напряжения, состоящий из счетчика и ЦАП), компаратор и счётчик времени. Пилообразный сигнал линейно нарастает от нижнего до верхнего уровня, затем быстро спадает до нижнего уровня. В момент начала нарастания запускается счётчик времени. Когда пилообразный сигнал достигает уровня входного сигнала, компаратор срабатывает и останавливает счётчик; значение считывается со счётчика и подаётся на выход АЦП. Данный тип АЦП является наиболее простым по структуре и содержит минимальное число элементов. Вместе с тем простейшие АЦП этого типа обладают довольно низкой точностью и чувствительны к температуре и другим внешним параметрам. Для увеличения точности генератор пилообразного сигнала может быть построен на основе счётчика и вспомогательного ЦАП, однако такая структура не имеет никаких других преимуществ по сравнению с АЦП последовательного приближения и АЦП дифференциального кодирования.

### АЦП с уравновешиванием заряда
- АЦП с уравновешиванием заряда (к ним относятся АЦП с двухстадийным интегрированием, АЦП с многостадийным интегрированием и некоторые другие) содержат генератор стабильного тока, компаратор, интегратор тока, тактовый генератор и счётчик импульсов. Преобразование происходит в два этапа (двухстадийное интегрирование). На первом этапе значение входного напряжения преобразуется в ток (пропорциональный входному напряжению), который подаётся на интегратор тока, заряд которого изначально равен нулю. Этот процесс длится в течение времени TN, где T — период тактового генератора, N — константа (большое целое число, определяет время накопления заряда). По прошествии этого времени вход интегратора отключается от входа АЦП и подключается к генератору стабильного тока. Полярность генератора такова, что он уменьшает заряд, накопленный в интеграторе. Процесс разряда длится до тех пор, пока заряд в интеграторе не уменьшится до нуля. Время разряда измеряется путём счёта тактовых импульсов от момента начала разряда до достижения нулевого заряда на интеграторе. Посчитанное количество тактовых импульсов и будет выходным кодом АЦП. Можно показать, что количество импульсов n, посчитанное за время разряда, равно: n=UвхN(RI0)−1, где Uвх — входное напряжение АЦП, N — число импульсов этапа накопления (определено выше), R — сопротивление резистора, преобразующего входное напряжение в ток, I0 — значение тока от генератора стабильного тока, разряжающего интегратор на втором этапе. Таким образом, потенциально нестабильные параметры системы (прежде всего, ёмкость конденсатора интегратора) не входят в итоговое выражение. Это является следствием двухстадийности процесса: погрешности, введённые на первом и втором этапах, взаимно вычитаются. Не предъявляются жёсткие требования даже к долговременной стабильности тактового генератора и напряжению смещения компаратора: эти параметры должны быть стабильны лишь кратковременно, то есть в течение каждого преобразования (не более 2TN). Фактически принцип двухстадийного интегрирования позволяет напрямую преобразовывать отношение двух аналоговых величин (входного и образцового тока) в отношение числовых кодов (n и N в терминах, определённых выше) практически без внесения дополнительных ошибок. Типичная разрядность АЦП этого типа составляет от 10 до 18[источник не указан 4289 дней] двоичных разрядов. Дополнительным достоинством является возможность построения преобразователей, нечувствительных к периодическим помехам (например, помеха от сетевого питания) благодаря точному интегрированию входного сигнала за фиксированный временной интервал. Недостатком данного типа АЦП является низкая скорость преобразования. АЦП с уравновешиванием заряда используются в измерительных приборах высокой точности.

### АЦП с промежуточным преобразованием в частоту следования импульсов
- АЦП с промежуточным преобразованием в частоту следования импульсов. Сигнал с датчика проходит через преобразователь уровня, а затем через преобразователь напряжение-частота. Таким образом на вход непосредственно логической схемы поступает сигнал, характеристикой которого является лишь частота импульсов. Логический счётчик принимает эти импульсы на вход в течение времени выборки, таким образом, выдавая к её окончанию кодовую комбинацию, численно равную количеству импульсов, пришедших на преобразователь за время выборки. Такие АЦП довольно медленны и не очень точны, но тем не менее очень просты в исполнении и поэтому имеют низкую стоимость.

### Сигма-дельтаАЦП
- Сигма-дельта АЦП (называемые также «дельта-сигма АЦП») производит аналого-цифровое преобразование с частотой дискретизации, во много раз превышающей требуемую, и, путём фильтрации, оставляет в сигнале только нужную спектральную полосу.

Неэлектронные АЦП обычно строятся на тех же принципах.

### Оптические АЦП
Существуют оптические методы преобразования электрического сигнала в код. Они основаны на способности некоторых веществ изменять показатель преломления под действием электрического поля. При этом проходящий через вещество луч света изменяет свою скорость или угол отклонения на границе этого вещества в соответствии с изменением показателя преломления. Существует несколько способов регистрации этих изменений. Например, линейка фотоприемников регистрирует отклонение луча, переводя его в дискретный код. Различные интерференционные схемы с участием задержанного луча позволяют оценивать изменения сигнала или строить компараторы электрических величин.
Оптические АЦП могут иметь очень высокое быстродействие.

### Микросхемы АЦП
Для большинства АЦП разрядность составляет от 6 до 24 бит, частота дискретизации до 1 МГц. Мега- и гигагерцовые АЦП также доступны (12-битный 2-канальный 1 GSPS АЦП AD9234 по состоянию на декабрь 2015 г. стоил $238). Мегагерцовые АЦП требуются в цифровых видеокамерах, устройствах видеозахвата и цифровых ТВ-тюнерах для оцифровки полного видеосигнала. Коммерческие АЦП обычно имеют выходную ошибку от ±0,5 до ±1,5 МЗР.
Один из факторов, увеличивающих стоимость микросхем, — это количество выводов, поскольку они вынуждают делать корпус микросхемы больше, и каждый вывод должен быть присоединён к кристаллу. Для уменьшения количества выводов часто АЦП, работающие на низких частотах дискретизации, имеют последовательный интерфейс. Применение АЦП с последовательным интерфейсом зачастую позволяет увеличить плотность монтажа и создать плату с меньшей площадью.
Часто микросхемы АЦП имеют несколько аналоговых входов, подключённых внутри микросхемы к единственному АЦП через аналоговый мультиплексор. Различные модели АЦП могут включать в себя устройства выборки-хранения, измерительные усилители или высоковольтный дифференциальный вход и другие подобные цепи.

## Применение АЦП в звукозаписи
АЦП встроены в большую часть современной звукозаписывающей аппаратуры, поскольку обработка звука делается, как правило, на компьютерах; даже при использовании аналоговой записи АЦП необходим для перевода сигнала в PCM-поток, который будет записан на информационный носитель.
Современные АЦП, используемые в звукозаписи, могут работать на частотах дискретизации до 192 кГц. Многие люди, занятые в этой области, считают, что данный показатель избыточен и используется из чисто маркетинговых соображений (об этом свидетельствует теорема Котельникова — Шеннона). Можно сказать, что звуковой аналоговый сигнал не содержит столько информации, сколько может быть сохранено в цифровом сигнале при такой высокой частоте дискретизации, и зачастую для Hi-Fi-аудиотехники используется частота дискретизации 44,1 кГц (стандартная для компакт-дисков) или 48 кГц (типична для представления звука в компьютерах). Однако широкая полоса полезна следующим, причём, чем шире (больше по сравнению с минимально необходимой) полоса, тем сильнее соответствующий эффект:
- упрощает и удешевляет реализацию антиалиасинговых фильтров, позволяя делать их с меньшим числом звеньев или с меньшей крутизной в полосе заграждения, что положительно сказывается на фазовой характеристике фильтра в полосе пропускания;
- упрощает требования к точности и особенно к паразитным параметрам пассивных электронных компонентов, составляющих антиалиасинговый фильтр, например, меньше влияние добротности катушек индуктивности;

Аналого-цифровые преобразователи для звукозаписи имеют широкий диапазон цен — от 5 долл. до 10 тыс. долл. и выше за двухканальный АЦП.
АЦП для звукозаписи, используемые в компьютерах, бывают внутренние и внешние. Также существует свободный программный комплекс PulseAudio для Linux, позволяющий использовать вспомогательные компьютеры как внешние ЦАП/АЦП для основного компьютера с гарантированным временем запаздывания.

## Другие применения
Аналого-цифровое преобразование используется везде, где требуется принимать аналоговый сигнал и обрабатывать его в цифровой форме.
- АЦП является составной частью цифрового вольтметра и мультиметра.
- Специальные видео-АЦП используются в компьютерных ТВ-тюнерах, платах видеовхода, видеокамерах для оцифровки видеосигнала. Микрофонные и линейные аудиовходы компьютеров подключены к аудио-АЦП.
- АЦП являются составной частью систем сбора данных.
- АЦП последовательного приближения разрядностью 8-12 бит и сигма-дельта-АЦП разрядностью 16-24 бита встраиваются в однокристальные микроконтроллеры.
- Очень быстрые АЦП необходимы в цифровых осциллографах (используются параллельные и конвейерные АЦП)
- Современные весы используют АЦП с разрядностью до 24 бит, преобразующие сигнал непосредственно от тензометрического датчика (сигма-дельта-АЦП).
- АЦП входят в состав радиомодемов и других устройств радиопередачи данных, где используются совместно с процессором ЦОС в качестве демодулятора.
- Сверхбыстрые АЦП используются в цифровых антенных решётках (SMART-антеннах) в базовых станциях сотовой связи и РЛС.